# Csangdzsin
Csangdzsin (hangul: 장진군, Csangdzsin-kun, handzsa: 長津郡, RR: Changjin-kun, ’hosszú öböl’) megye Észak-Koreában, Dél-Hamgjong (Hamgyŏng) tartományban. 1667-ben alapították, elődje Hagaru (하가루, Hagaru) néven volt ismert.  1896-ban emelték megyei rangra.

## Földrajza
Keletről Pudzson (Pujŏn) és Sinhung (Sinhŭng), északról a Csagang (Chagang) tartománybeli Rangnim (Rangrim), nyugatról a Csagang (Chagang) tartománybeli Rjongnim (Ryongrim), délről Jonggvang (Yŏnggwang) és Dél-Phjongan (P'yŏngan) tartománybeli Tehung (Taehŭng) határolja.
Legmagasabb pontja a 2355 méter magas Rjonhvaszan (련화산; 蓮花山, Ryŏnhwasan).

## Közigazgatása
1 községből (up (ŭp)), 16 faluból (ri (ri)) és 3 munkásnegyedből (rodongdzsagu (rodongjagu)) áll:
| - Csangdzsin-up (장진읍; 長津邑, Changjin-ŭp) - Manphung-rodongdzsagu (만풍로동자구; 萬豊勞動者區, Manp'ung-rodongjagu) - Jangdzsi-rodongdzsagu (양지로동자구; 陽地勞動者區), Yangji-rodongjagu) - Hvangcsho-rodongdzsagu (황초로동자구; 黃草勞動者區, Hwangch'o-rodongjagu) - Kaldzson-ri (갈전리; 葛田里, Kaljŏn-ri) - Nuphszu-ri (늪수리; 늪藪里, Nŭp'su-ri) - Tone-ri (도내리; 島內里, Tonae-ri) - Rjongho-ri (룡호리; 龍虎里, Ryongho-ri) - Rjudam-ri (류담리; 柳潭里, Ryudam-ri) - Rimszan-ri (림산리; 林産里, Rimsan-ri) | - Memul-ri (메물리; 袂物里, Memul-ri) - Pegam-ri (백암리; 白岩里, Paegam-ri) - Szomok-ri (서목리; 西木里, Sŏmok-ri) - Szoksza-ri (속사리; 束沙里, Soksa-ri) - Sinde-ri (신대리; 新大里, Sindae-ri) - Sinhung-ri (신흥리; 新興里, Sinhŭng-ri) - Jangmjo-ri (양묘리; 養苗里, Yangmyo-ri) - Cshongnjang-ri (청량리; 淸凉里, Ch'ŏngryang-ri) - Cshukcson-ri (축전리; 畜田里, Ch'ukchŏn-ri) - Phungnju-ri (풍류리; 豊流里, P'ungryu-ri) |

## Gazdaság
Csangdzsin (Changjin) megye gazdasága fafeldolgozóiparra, fából és acélból készült termékek előállítására épül.

## Oktatás
Csangdzsin (Changjin) megye számos általános és középiskolának ad otthont.

## Egészségügy
A megye számos egészségügyi intézménnyel rendelkezik, köztük 1 megyei és kb. 30 helyi kórházzal.

## Közlekedés
A megye közutakon a szomszédos helységek felől közelíthető meg. A megye vasúti kapcsolattal rendelkezik, a Csangdzsin (Changjin) vonal része.